# Akulliit (Qasigiannguit)
Akulliit [akuˈɬːiːt] (nach alter Rechtschreibung Akugdlît) ist eine wüst gefallene grönländische Siedlung im Distrikt Qasigiannguit in der Kommune Qeqertalik.

## Lage
Akulliit liegt im Westen einer gleichnamigen Insel im Südosten der Diskobucht. 18 km nördlich befindet sich Qasigiannguit und 24 km westlich Ikamiut.

## Geschichte

### Akulliit als Wohnplatz
Es ist davon auszugehen, dass Akulliit vor der Kolonialzeit bewohnt war, was Ruinen bezeugen. Die Bewohner hatten Handel mit holländischen Walfängern betrieben. Niels Egede beschrieb die Bewohner der Sydostbugten als kaltherzig und undankbar. Um 1780 waren die meisten Bewohner noch ungetauft. Wenig später kam es eines Winters zu einem starken Sturm und alle Männer, die auf dem Eis jagen waren, wurden über das glatte Eis gefegt, bis sie an der Eiskante ins Wasser stürzten und ertranken. Nur ein einziger Mann konnte sich an seinem Eisloch festhalten und überlebte. Kurz darauf brach 1785/86 eine Epidemie aus, der alle Bewohner bis auf zwei zum Opfer fielen. Die zwei machten sich auf den Weg nach Qasigiannguit, aber einer stürzte auf dem Weg zu Tode, sodass nur eine einzige Frau von den Bewohnern Akulliits überlebte. Laut Kirchenbüchern waren 14 Bewohner gestorben, allerdings war nur ein kleiner Teil der Bewohner zu diesem Zeitpunkt getauft und die Heiden wurden somit nicht mitgezählt.
1797 begann der Kolonialverwalter einen Garnversuch in Akulliit, aber weil keine Grönländer an den Ort ziehen wollten, musste der Ort 1805 wieder aufgegeben werden. Zu diesem Zeitpunkt hatte Akulliit nur sechs Einwohner.

### Akulliit als Udsted
Erst kurz nach 1850 zogen wieder einige Menschen nach Akulliit. 1856 erhielt der Ort den Status eines Udsteds. Fast zwanzig Jahre lang war Nicolai Jens Andreas Lange der erste Udstedsverwalter von Akulliit und ihm ist der folgende Aufschwung zuzurechnen. Daneben gehören die Familien Thorning, Samuelsen und Møller zu den bedeutendsten von Akulliit. Die Handelsgebäude wurden ursprünglich etwas abgelegen platziert. Der Ort wuchs durch Zuzug schnell. Weil der Platz begrenzt war, siedelten sich viele etwas weiter entfernt an. An dieser Stelle wurde 1870 eine Kapelle als Fachwerkbau mit Torfmauerfassade errichtet.
Als Fridtjof Nansen 1888 das grönländische Inlandeis überquerte, wurde von Juni bis Ende September von Bewohnern von Akulliit auf einer Länge von 180 km die Grenze zum Inlandeis abgesucht. Nansen hatte seine Route geändert und war 500 km südlich in Nuuk angekommen.
1904 wurde eine neue Schulkapelle gebaut. Weil die Bevölkerung mittlerweile größtenteils auf der anderen Seite der Bucht wohnte, wurde der Udsted 1908 versetzt.
Akulliit war ab 1911 eine eigene Gemeinde im Kolonialdistrikt Christianshaab. Sie gehörte zum 4. Landesratswahlkreis Nordgrönlands und hatte keine zugehörigen Wohnplätze. Der Ort war Teil der Kirchengemeinde von Ilulissat und gehörte zum Oberkatechetendistrikt von Qasigiannguit.
1915 lebten 93 Personen in Akulliit. Davon waren 25 Jäger und zwei Fischer. Es gab 13 Wohnhäusern, eine Wohnung für den Udstedsverwalter, die 1908 als Fachwerkbau mit Holzverkleidung und Dachschindeln gebaut worden war und zwei Zimmer, Küche und Dachgeschoss hatte, ein Proviantlager mit Laden, eine Böttcherei und ein Speckhaus. Alle öffentlichen Gebäude waren Fachwerkbauten, die sich ursprünglich an einem anderen Ort auf der Insel befanden. Die Schulkapelle von 1904 war ebenfalls ein holzverkleidetes Fachwerkgebäude mit Dachschindeln. Über dem Südgiebel befand sich ein Kreuz und in der Kapelle befanden sich ein Harmonium und eine Altartafel, die von Fräulein Roed aus Kopenhagen gestaltet und gestiftet wurde.
1930 hatte Akulliit 80 Einwohner. Später wurden ein oder zwei Fischhäuser gebaut und 1952 eine Schule, wodurch die alte Schulkapelle zur Kirche wurde. 1950 wurde Akulliit in die neue Gemeinde Qasigiannguit eingegliedert. Im selben Jahr hatte Akulliit schon 141 Einwohner. 1952 fingen 20 Fischer 49 Tonnen Dorsch. Bis 1960 war die Einwohnerzahl auf 114 Bewohner zurückgegangen und 1962 wurde Akulliit aufgegeben.

## Söhne und Töchter
- Johan Samuelsen (1872–?), Landesrat
- Samuel Møller (1885–?), Katechet und Landesrat
- Ole Magnussen (1937–2015), Gewerkschafter